# Гарольд і Кумар: Втеча з Гуантанамо
«Гарольд і Кумар: Втеча з Гуантанамо» — американська кінокомедія, продовження стрічки 2004 року «Гарольд і Кумар відриваються».

## Сюжет
Гарольд з Кумаром вирушає за своєю коханою до Амстердама. В аеропорту Кумар зустрічає Ванессу, яку він кохає. Виявилось, найближчим часом вона збирається заміж. У літаку Кумар вирішує розпалити бонг. Пильні пасажири приймають друзів за терористів і їх відправляють у в'язницю Гуантанамо. Герої не планують тут залишатися. Вони тікають та шлях додому сповнений неочікуваними зустрічами та неймовірними пригодами.

## У ролях
| Актор             | Роль              |
| ----------------- | ----------------- |
| Джон Чо           | Гарольд Лі        |
| Кел Пенн          | Кумар Патель      |
| Денніл Гарріс     | Ванесса           |
| Роб Кордрі        | Рон Фокс          |
| Роджер Барт       | Джон Бічер        |
| Ерік Вінтер       | Колтон Грем       |
| Ніл Патрік Гарріс | Ніл Патрік Гарріс |
| Девід Крамхолц    | Голдстейн         |
| Паула Гарсес      | Марія Перес       |
| Амір Талаі        | Раза Саід         |
| Ед Гелмс          | перекладач        |
| Едді Кей Томас    | Енді Розенберг    |
| Джек Конлі        | помічник Фрай     |
| Крістофер Мелоні  | гранд-майстер     |
| Беверлі Д'Анджело | Саллі             |
| Міссі Пайл        | Рейлін            |

## Створення фільму

### Виробництво
Знімання фільму відбувалося в Амстердамі, Нідерланди, Шривпорті, США та Торонто, Канада.

### Знімальна група
- Кінорежисери — Джон Гурвіц, Гейден Шлоссберг
- Сценаристи — Джон Гурвіц, Гейден Шлоссберг
- Кінопродюсери — Натан Кахане, Грег Шапіро
- Композитор — Джордж С. Клінтон
- Кінооператор — Дарін Окада
- Кіномонтаж — Джефф Фріман
- Художник-постановник — Тоні Феннінг
- Артдиректори — Кевін Гардісон
- Художник по костюмах — Шон Голлі Куксон
- Підбір акторів — Річард Гікс, Девід Рубін[2].

## Сприйняття

### Критика
Фільм отримав змішані відгуки. На сайті Rotten Tomatoes оцінка стрічки становить 52 % на основі 135 відгуків від критиків (середня оцінка 5,5/10) і 60 % від глядачів із середньою оцінкою 3,4/5 (377 788 голосів). Фільму зарахований «гнилий помідор» від кінокритиків та «попкорн» від глядачів, Internet Movie Database — 6,6/10 (119 537 голосів), Metacritic — 57/100 (27 відгуків критиків) і 8,4/10 від глядачів (314 голос).

### Номінації та нагороди
| Нагороди та номінації фільму «Гарольд і Кумар: Втеча з Гуантанамо» | Нагороди та номінації фільму «Гарольд і Кумар: Втеча з Гуантанамо» | Нагороди та номінації фільму «Гарольд і Кумар: Втеча з Гуантанамо» | Нагороди та номінації фільму «Гарольд і Кумар: Втеча з Гуантанамо» | Нагороди та номінації фільму «Гарольд і Кумар: Втеча з Гуантанамо» | Нагороди та номінації фільму «Гарольд і Кумар: Втеча з Гуантанамо» |
| Рік                                                                | Кінофестиваль/кінопремія                                           | Категорія/нагорода                                                 | Номінант                                                           | Результат                                                          |                                                                    |
| ------------------------------------------------------------------ | ------------------------------------------------------------------ | ------------------------------------------------------------------ | ------------------------------------------------------------------ | ------------------------------------------------------------------ | ------------------------------------------------------------------ |
| 2008                                                               | «Золотий трейлер»                                                  | Найкращий телевізійний ролик (Campaign)                            | «Гарольд і Кумар: Втеча з Гуантанамо»                              | Перемога                                                           |                                                                    |
| 2008                                                               | «Золотий трейлер»                                                  | Найкращий телевізійний ролик (Sneak Peek/Pastry)                   | «Гарольд і Кумар: Втеча з Гуантанамо»                              | Номінація                                                          |                                                                    |